# 四季湖 (印第安納州)
四季湖（英語：Lakes of the Four Seasons）是位於美國印地安納州萊克縣的一個人口普查指定地區。

## 人口
根據2010年美國人口普查的數據，四季湖的面積為7.01平方千米，當中陸地面積為5.93平方千米，而水域面積為1.08平方千米。當地共有人口7033人，而人口密度為每平方千米1,003.28人。